# دم‌خاری شکم‌سفید
دم‌خاری شکم‌سفید یا دم‌تیزک شکم‌سفید (نام علمی: Synallaxis propinqua) نام یک گونه از سرده دم‌تیزک‌های قهوه‌ای است.